# Герб Североуральского городского округа
Герб Североура́льского городского округа Свердловской области Российской Федерации — опознавательно-правовой знак, составленный и употребляемый в соответствии с геральдическими нормами и правилам, наряду с флагом являющийся основным символом муниципального образования.
Герб утверждён решением Североуральской муниципальной Думы от 29 октября 2003 года № 84 и 20 ноября 2003 года внесён в Государственный геральдический регистр Российской Федерации с присвоением регистрационного номера 1355.

## Описание и обоснование символики
Геральдическое описание герба (блазон) гласит:
В серебряном поле на зелёной трёхверхой горе червлёный шар, сопровождаемый во главе щита лазоревой восьмилучевой звездой с чередующимися короткими и длинными лучами. Поверх горы и шара положен в столб золотой ключ с двумя бородками, сопровождаемый снизу и по сторонам, также поверх горы и шара, шестью золотыми монетами. Щит увенчан золотой башенной короной установленного образца.
Герб существует в двух равноправных версиях: сокращённая — только гербовый щит; полная — со статусной короной. В соответствии с Методическими рекомендациями по разработке и использованию официальных символов муниципальных образований, утверждёнными Геральдическим советом при Президенте РФ, допускается использование в гербе Североуральского городского округа золотой башенной короны о пяти зубцах.
Лазоревая (Северная) звезда указывает на географическое расположение и название муниципального образования. Червлёный шар символизирует добычу боксита, а в сочетании с горой — месторождение «Красная Шапочка», послужившее развитию и освоению данной территории. Гора с монетами указывает на природные богатства и природный памятник «Денежкин Камень», находящийся в окрестностях города Североуральска. Золотой ключ является символом открытия и освоения земных недр.

## История

### Герб 1979 года
Первый герб Североуральска был принят решением исполнительного комитета городского Совета народных депутатов от 15 ноября 1979 года № 335. Перед этим городские власти организовали конкурс на лучшую символику, победу в котором одержал местный художник Алексей Николаевич Кузнецов, исполнивший проект следующего содержания:
Щит пересечён лазуревым поясом и полурассечён. В верхнем серебряном поле возникающий червлёный полукруг, обременённый серебряным холмом и серебряным же стилизованным изображением шахты. В правом серебряном поле стилизованная зелёная ель, в левом червлёном поле стилизованный серебряный кран, сопровождаемый справа тремя :1-2 серебряными же блоками. В чёрной вершине щита наименование города серебром.Н. А. Соболева «Гербы городов России»
Именно этот вариант и был в итоге утверждён депутатами в качестве официального символа Североуральска.
В символике данного герба автор отразил основные исторические, экономические, природно-географические и иные особенности города и его окрестностей. Лазоревый пояс символизировал местные водоёмы. Червлёный (красный) полукруг указывал на открытое в 1930 году советским геологом Николаем Акимовичем Каржавиным месторождение бокситов «Красная Шапочка», с разработкой которого связывалось появление и развитие Североуральска. Цвет этой фигуры также напоминал о том, «что Североуральск как город возник в годы Советской власти». Холм (террикон) и силуэт шахты, в свою очередь, могли трактоваться как символы горняцких посёлков и основного производства — добычи боксита, осуществляемой подземным (шахтным) способом. Стилизованные изображения грузоподъёмного крана и бетонных блоков, размещённые в червлёном поле, олицетворяли строительную промышленность (цвет поля, соответствовавший цвету полукруга в верхней части герба, подчёркивал её шахтостроительную направленность). Изображение ели в серебряном поле служило символом «лесных богатств и наличия лесодобывающей промышленности».

### Герб 2003 года
В декабре 2001 года началась разработка герба и флага муниципального образования город Североуральск, созданного 17 декабря 1995 года в соответствии с итогами местного референдума. Среди проектов художников, участвовавших в работе над символикой, были представлены варианты, включавшие изображения северного оленя, красной шапки, атрибутов апостолов Петра и Павла. В итоге в качестве основы герба муниципального образования был принят проект, составленный членами Уральской геральдической ассоциации Валентином Константиновичем Кондюриным и Александром Константиновичем Грефенштейном.
Авторы проекта использовали символ месторождения «Красная Шапочка», изображённый на прежнем гербе Североуральска, несколько видоизменив его (червлёный полукруг был заменён шаром того же цвета), и добавили в композицию нового герба фигуры, обозначавшие государственный заповедник «Денежкин Камень» (зелёная гора в «близком к естественному виде»), географическое положение и название муниципального образования (лазоревая восьмиконечная звезда — «Северная звезда»), а также открытие и освоение природных скоплений алюминиевой руды на его территории (золотой ключ — «ключ от земных недр»).
Данный герб был утверждён 29 октября 2003 года Североуральской муниципальной Думой и затем внесён в Государственный геральдический регистр Российской Федерации под номером 1355 и в Регистр официальных символов Свердловской области под номером 84 (по разряду территориальных символов). Согласно Положению о гербе муниципального образования допускалось воспроизведение герба Североуральска в полной версии — с золотой башенной короной о трёх зубцах.

### Современный герб
16 ноября 2005 года, в связи с изменением статуса муниципального образования, депутаты Североуральской муниципальной Думы внесли поправки в решение от 29 октября 2003 № 84, заменив в названии и по всему тексту документа наименование «муниципальное образование город Североуральск» на «Североуральский городской округ». Решением Думы Североуральского городского округа от 27 февраля 2008 года № 18 было закреплено воспроизведение герба муниципального образования «с рекомендованной для городских округов короной (золотой стенчатой с пятью зубцами)».